# Louis Barillet
Pour les articles homonymes, voir Barillet.
Louis Barillet (Louis Joseph Pierre Barillet), est un maître verrier, décorateur et mosaïste français né le 13 février 1880 à Alençon (Orne), et mort le 11 décembre 1948 à Clamart (Hauts-de-Seine). La production de vitraux et de mosaïques de son atelier a symbolisé le renouveau du vitrail moderne en France dans l'Entre-deux-guerres et marqué nombre d'édifices du style Art Déco comme la Villa Noailles à Hyères ou la piscine Molitor à Paris en développant notamment la technique du "vitrail blanc".
Tout en œuvrant à la restauration des vitraux d'une France dévastée par la Grande Guerre, Louis Barillet participe activement dès les années 1920 aux manifestations artistiques de l'avant garde parisienne aux côtés de Robert Mallet Stevens, Jacques le Chevallier, Théodore Hanssen, René Herbst, Jacques Doucet, Paul Poiret, l'Aga Khan ou encore Léonce Rosenberg. À ce titre, il a participé à la formation de l'Union des artistes modernes (U.A.M.) en 1929.
Il fait appel en 1932 à l'architecte Robert Mallet Stevens pour construire sa demeure et son atelier, l'Atelier Barillet, bâtiment d'avant garde dans le 15e arrondissement de Paris.

## Biographie

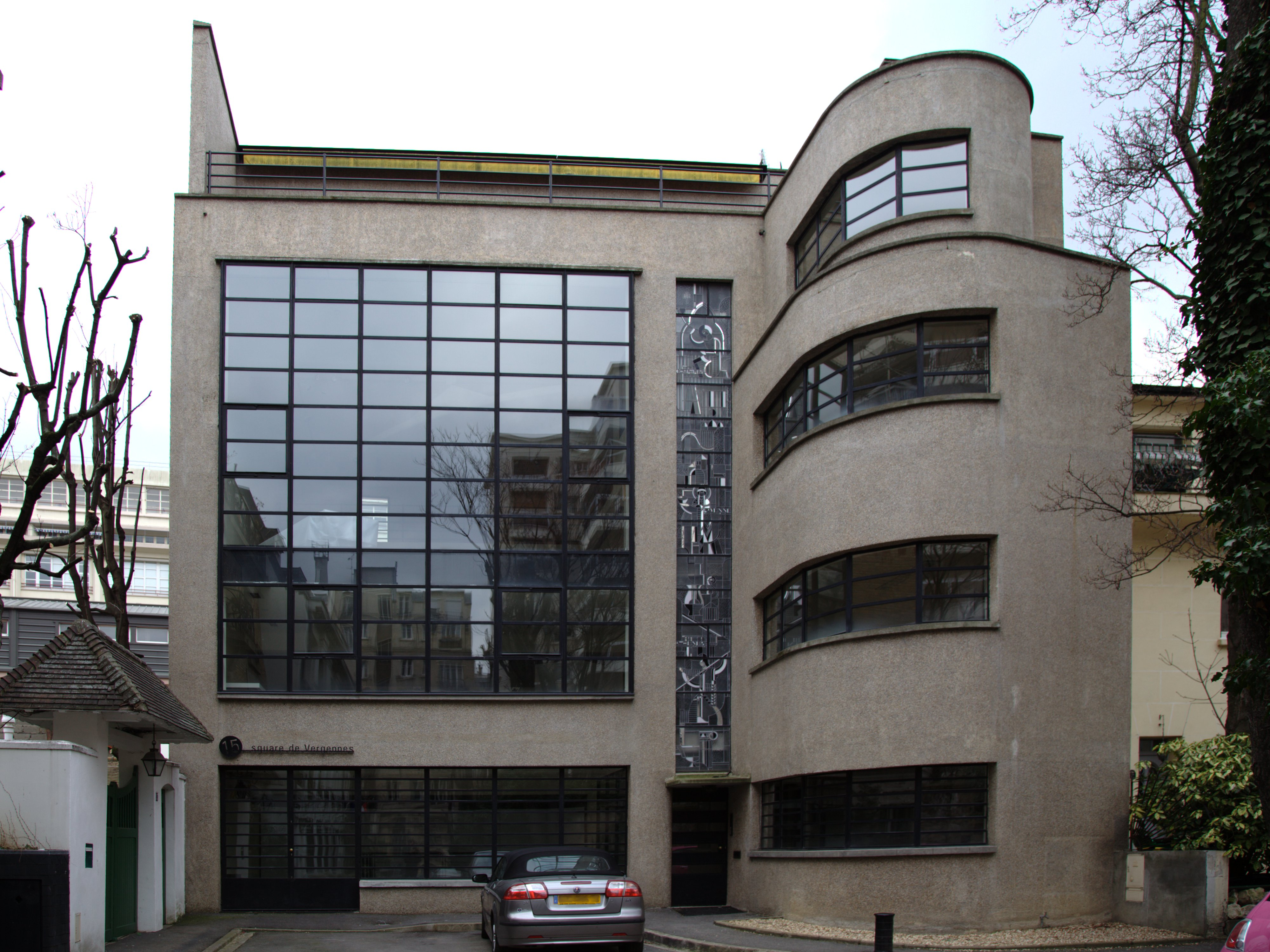
Maison-atelier de Barillet (1932) à Paris, square Vergennes, conçue par Robert Mallet-Stevens.

### Études
Louis Barillet quitte sa ville natale d'Alençon pour s'installer à Paris en 1900 où il est accepté à l'école des Beaux-Arts de Paris dans les ateliers de Jean-Léon Gérôme ainsi que de Luc-Oliver Merson. Il accomplit son service militaire de novembre 1901 à septembre 1902 dans l'infanterie. Il poursuit ses études jusqu'en 1906 avec le sculpteur Emmanuel Fontaine qui l'initie à la gravure de médailles.

### Débuts: Peinture, médailles et vitraux
Dès 1906, Louis Barillet expose sept portraits au salon des artistes français dans un style pointilliste proche du mouvement fauve. Bénéficiant d'une bourse d'études, il s'installe en Grèce et en Turquie entre à partir de 1907 réalisant des portraits, sculptures et médailles pour plusieurs familles de Brousse, de Nicée ou de Constantinople jusqu'à son retour en France en 1908 où il reprend son activité de médailleur, art en pleine expansion, dans lequel son geste est technique et précis.
Premier pas dans le monde du vitrail, Louis Barillet réalise en 1912 le carton d'un vitrail de l'église de Mortagne-au-Perche sous l'influence et grâce à la recommandation de Maurice Denis.

### Mobilisation en 1914 dans l'escadrille F19
Mobilisé adjudant d'infanterie en 1914, il est appelé à rejoindre l’escadrille F19 l'année suivante au même titre que beaucoup de photographes, peintres ou artistes en qualité de dessinateur en chef de la section photo à une époque où la photographie aérienne commence à démontrer son importance dans les États-majors bien que l'aviation militaire soit encore balbutiante. Il aura plus tard l'occasion de réaliser des médailles honorifiques pour d'autres aviateurs morts au combat et notamment pour le capitaine-pilote Guynemer, membre de son escadrille en 1917.

### Retour à la vie civile et naissance de l'Atelier Barillet au service de la reconstruction
Louis Barillet ouvre en 1919, son premier atelier au no 7 rue Alain-Chartier pour poursuivre son activité de décorateur et de médailleur. Il rencontre Jacques le Chevallier, jeune graveur et illustrateur qu'il emploie sur ses projets, portés à la fois par les importants besoins de plaques commémoratives et par les nombreux projets de restauration de vitraux des édifices religieux dévastés par la Grande Guerre. Le nombre de chantiers spécialisés les pousse à recruter des ouvriers verriers spécialisés. Le peintre et maitre-verrier belge Théodore Hanssen les rejoint en 1922.

### Atelier Barillet
La reconnaissance et le succès fulgurant de l'atelier permet au trio d'artistes constitué avec Jacques Le Chevallier, puis Théo Hanssen qui signent en commun leurs réalisations d'assurer une grande partie des chantiers de restauration ou de reconstruction de vitraux religieux en France et des plaques commémoratives à effigie des morts de la Grande Guerre. En 1932, il ouvre un second atelier au no 15 square Vergennes à Paris qui deviendra le cœur du renouveau du vitrail français.

### Du vitrail religieux à un langage plastique inédit: le "vitrail blanc"
C'est néanmoins dans le domaine du vitrail civil que l'apport de Barillet sera le plus notable. Passionné de matériaux nouveaux comme les verres striés industriels, verres martelés ou verres imprimés développés par la Compagnie de Saint-Gobain et las de la frilosité du clergé face à ses tentatives modernistes, il développe de nouvelles techniques et se rapproche de l'architecte Robert-Mallet Stevens avec qui il partage cette vision du vitrail comme paroi lumineuse au service d'un bâtiment, "tableau lumineux" liant l'intérieur et l'extérieur et s'adaptant à la lumière électrique qui se démocratise. C'est à partir de 1925, que l'atelier connait un véritable succès artistique pour ses propositions de verres blancs de réfractions différentes entrant dans la "modernité" et dans l'avant-garde architecturale où il côtoie architectes, artistes et personnalités.

### Collaboration avec Robert Mallet-Stevens
À partir de 1922 et particulièrement dans les années 1927-1930, Barillet et Mallet Stevens réalisent ensemble de nombreux projets architecturaux dans lesquels les verrières et vitraux marquent le style moderne des bâtiments. On peut citer parmi de nombreux projets communs :
- la villa Noailles à Hyères,
- les hôtels particuliers bordant la rue Mallet-Stevens, dont notamment la villa des sculpteurs Jean et Joël Martel, au no 10, Paris 16e
- la Villa Cavrois à Croix (Nord), propriété du centre des monuments nationaux depuis 2001
- l'hôtel particulier et atelier de Louis Barillet lui-même qu'il commandera à son ami en 1932, propriété de l'homme d'affaires Xavier Niel depuis 2018.

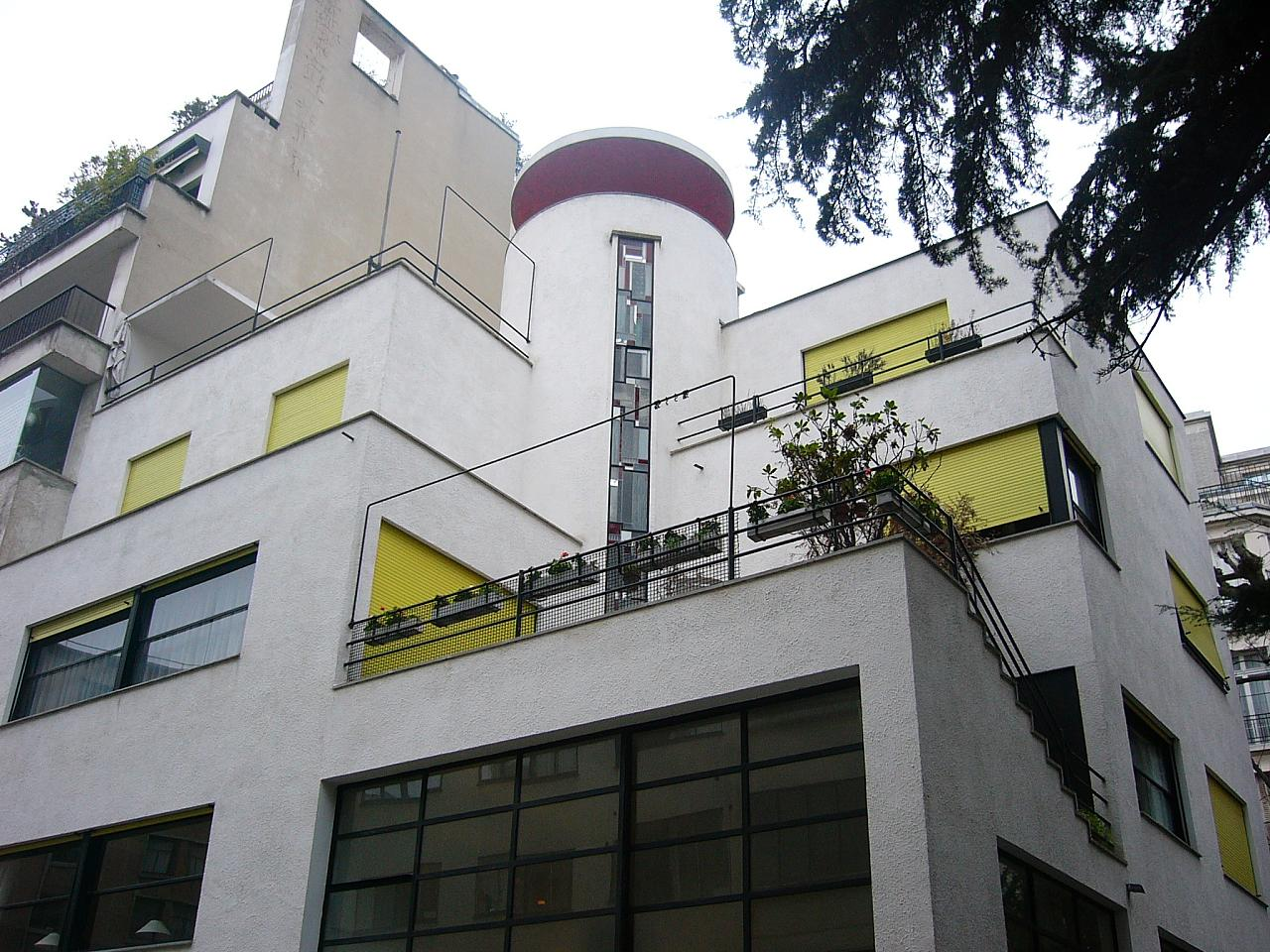
Vitrail de façade réalisé par Barillet pour la Villa des frères Martel construite par Robert Mallet-Stevens au 10 rue Mallet-Stevens (Paris), en 1927.

Cette proposition croisée de Robert Mallet-Stevens et de Barillet associant l'architecture moderniste aux propositions graphiques stylisées marquent les façades et la ligne architecturale des plus grands chefs-d'œuvre de Mallet Stevens, mais également le design des intérieurs modernistes dont ils constitueront une référence.
Son fils, Jean Barillet (1912-1997), maître-verrier lui aussi, reprendra l'atelier à sa mort pour perpétuer la tradition paternelle.

## Son œuvre
Il expose à l'Union des artistes modernes, mouvement d'artistes décorateurs et d'architectes fondé en France en 1929 par l'architecte Robert Mallet-Stevens, et dont l'activité a perduré jusqu'en 1958.
Louis Barillet utilise exclusivement des verres industriels : verres prismatiques, verres imprimés, verres opaques auxquels s’adjoindront des verres gris, noirs et des miroirs. Il repense ainsi l'art du vitrail dans l'esprit du renouveau esthétique adapté aux besoins et au style Art déco de l'époque. Son travail séduit des architectes tels que Robert Mallet-Stevens ou Paul Rouvière . Il réalise de nombreux vitraux religieux, civils, des verrières, etc.

### Réalisation pour édifices religieux
- Vitraux de l'église catholique de Sainte-Rose-de-Lima, 1956, douze verrières, York, Pennsylvanie (États-Unis).
- Vitraux de la basilique Notre-Dame-de-la-Trinité de Blois (avec Jacques Le Chevallier et Théodore Hanssen) : quatorze verrières. Architecte Paul Rouvière.
- Vitraux de l'église Notre-Dame-des-Otages à Paris (avec ses collaborateurs Jacques Le Chevallier et Théodore Hanssen).
- Vitraux de l'église Saint-Rémi de Sermoise (Aisne), 1925 : neuf verrières[7],[8].
- Vitraux de l'église de la Sainte Famille du Pré-Saint-Gervais, 1928 : treize verrières[9].
- Vitraux de l'église Saint-Rémi de Limé, 1929 : treize verrières[10].
- Vitraux de l'église Saint-Rémi d'Augy, 1930 : quatorze verrières (avec Jacques Le Chevallier et Théodore Hanssen)[11].
- Vitraux de l'église Notre-Dame de l'Assomption de Neuilly-Plaisance, dix verrières[12].
- Vitrail d'un ensemble de trois verrières de l'église Notre-Dame des Missions d'Épinay-sur-Seine[13]
- Vitrail d'une verrière de l'église Saint-Sauveur de Bellême, entre 1920 et 1925[14]
- Vitrail de l'église Saint-Maurice de Vesly[15]
- Vitraux de l'église Saint-Martin de Ciry-Salsogne (Aisne), 1924, dix-sept verrières[16], ainsi que la mosaïque des autels[17]
- Mobilier de la cathédrale Saint-Pierre de Beauvais[18]
- Vitraux du déambulatoire, cathédrale Sainte-Geneviève de Nanterre, vers 1930, inscrite aux monuments historiques
- Monument aux morts de la paroisse, cathédrale Saint-Gervais-et-Saint-Protais de Soissons, 1931, inscrit aux monuments historiques[19]
- Vitraux de la basilique Saint-Sauveur de Dinan (1939).
- Vitraux de la chapelle de la Vierge en l'Église Saint-Dominique (Paris) fait en 1941
- Vitraux de l'église Saint-Firmin de May-sur-Orne avec Charles-Émile Pinson en 1958[20].
- Vitrail de Saint Vincent, basilique Saint-Denys d'Argenteuil (Val-d'Oise).
- Vitraux de l'église Saint-Martin de Martigny-Courpierre (Aisne).
- Vitraux de l'église Saint-Martin de Monthenault (Aisne).
- Vitraux de la basilique Notre-Dame de Montligeon[21] (Orne).
- Vitraux de la chapelle du grand séminaire[22] de Meaux (rue de Châage) (architecte : Henry Faucheur)
- Vitraux de l'église Saint-Pierre-et-Saint-Paul de Jouarre[23], collaboration de Jacques Le Chevallier et Théodore Hanssen
- Vitrail pour la chapelle du collège du Sacré-Cœur (opération d'extension) à Domfront (Orne) - Paul Rouvière architecte
- Vitrail pour la chapelle du Souvenir (Flers)[24]
- Vitraux de la cathédrale Notre-Dame de Luxembourg, vers 1938
- Vitraux de l'église du Sacré-Cœur de Dijon
- Vitraux de l'église Sainte-Germaine-Cousin de Calais : 28 verrières[25]

### Réalisation pour édifices civils

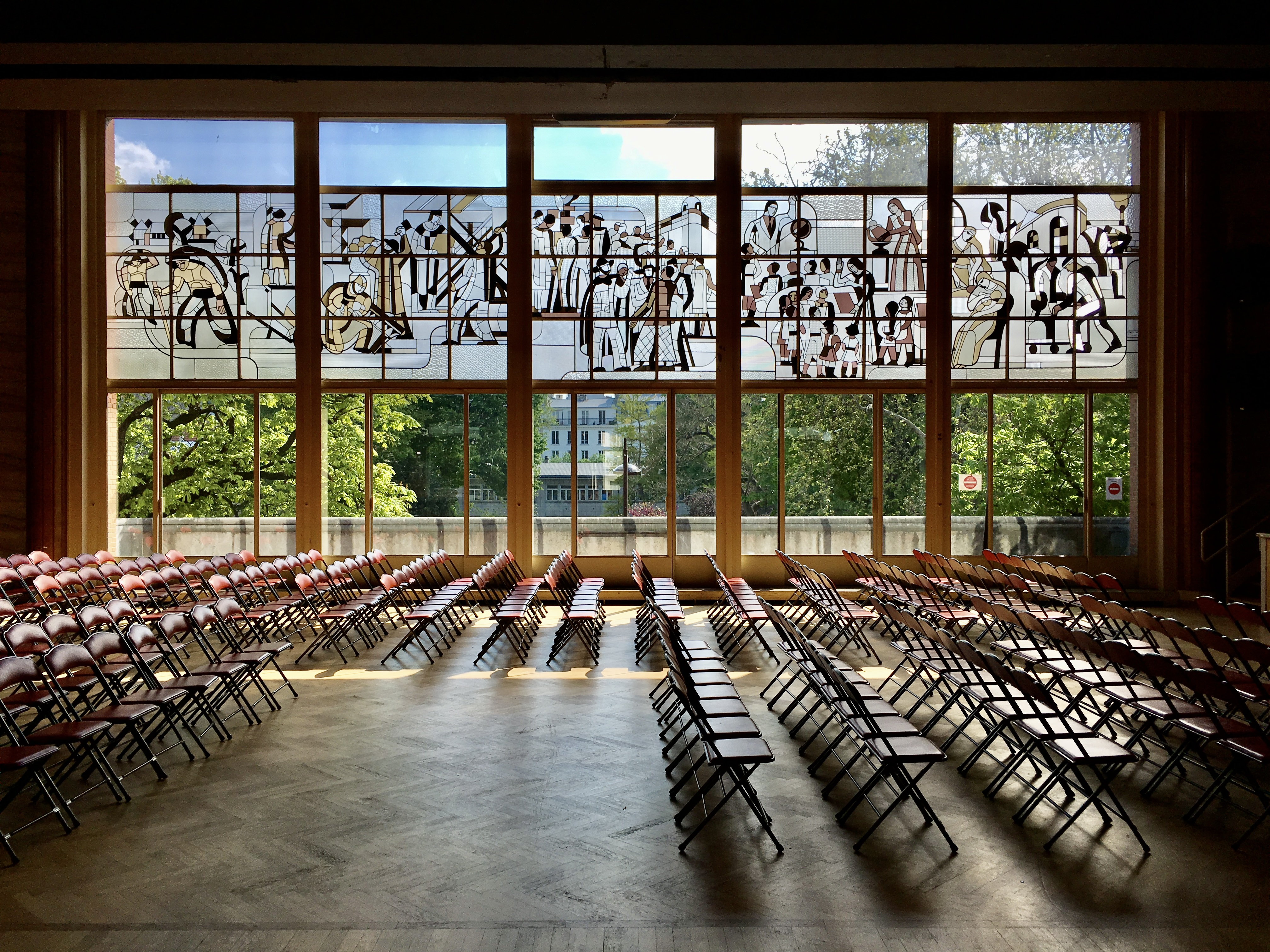
Verrière de la salle des fêtes de la mairie annexe du 14e arrondissement de Paris.

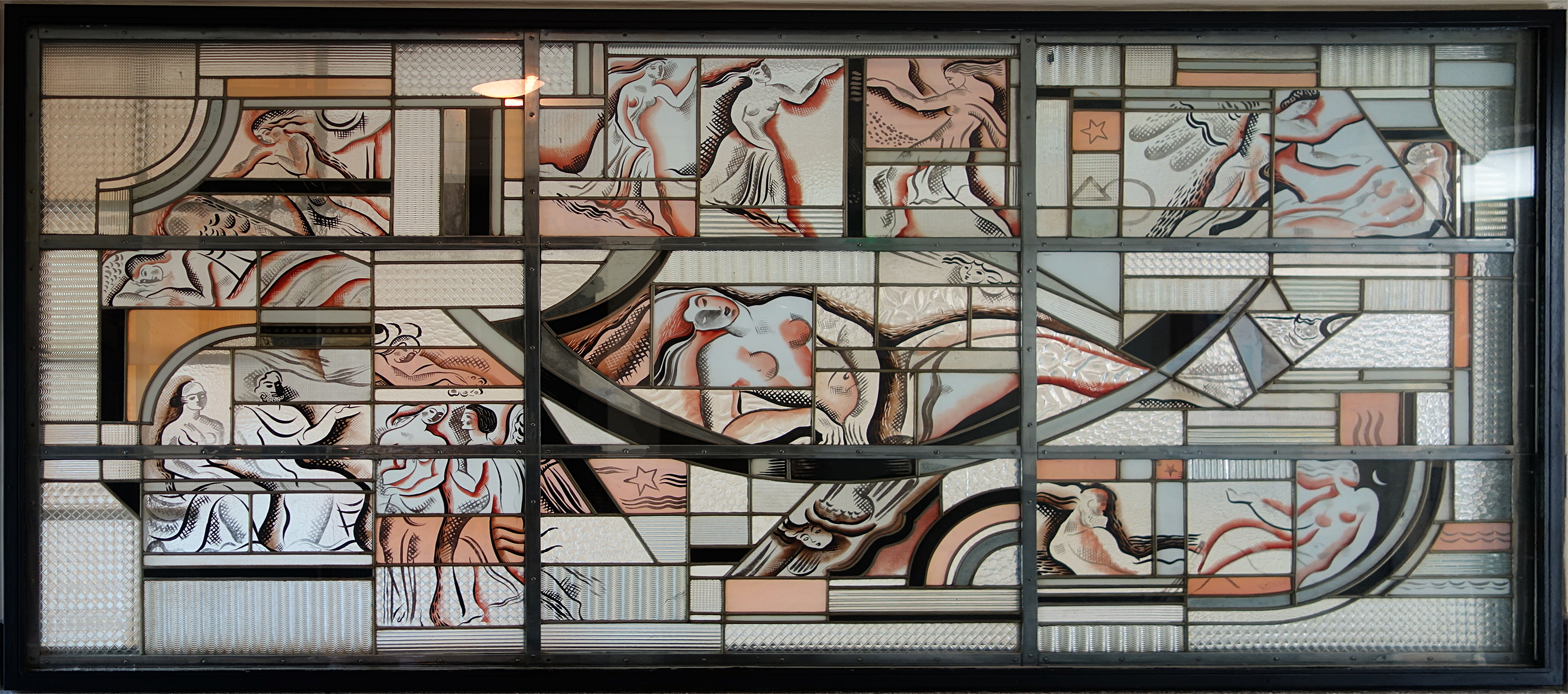
Histoire de Psyché, vitrail de Louis Barillet dans son atelier à Paris.

- Verrière du salon rose de la villa Noailles à Hyères (architecte : Robert Mallet-Stevens).
- Vitraux de la Compagnie Française d'Eclairage et de Chauffage par le Gaz, Calais, 1925 (architecte : Roger Poyé)[5],[26]
- Vitraux de l'hôtel de ville de Cachan : quatre verrières, 1935 (avec Jacques Le Chevallier et Théodore Hanssen)[27] ainsi qu’une autre verrière[28].
- Vitrail d'un immeuble d'Issy-les-Moulineaux[29]
- Vitraux pour la piscine Molitor, 1929[30]
- Vitrail d'un immeuble de Montrouge, 1930[31]
- Vitrail d'une usine de Pantin (volé en 2007)[32].
- Mosaïque de la plaque commémorative du monument aux morts de Dernancourt, 1928[33]
- Vitrail pour la salle des fêtes de la mairie annexe du 14e arrondissement de Paris, 1936[34]
- Vitraux d'un hôtel particulier princesse Aga Khan de Paris, no 55 rue Scheffer (16e arrondissement)
- Vitraux pour son propre atelier, no 15 square Vergennes dans le 15e arrondissement de Paris, sur le thème de ses propres activités à travers trois villes prestigieuses et caractéristiques de ces techniques. Tout d'abord la ville de Chartres, qui symbolise l'art du vitrail par l'évocation d'un souffleur de verre, puis Ravenne représentée par la mosaïque sous les traits de l'impératrice Théodora et enfin Athènes, représentée par la déesse Athéna, l'ensemble symbolisant les fondements de la culture occidentale.
- Vitraux de la salle des fêtes d'Issy-les-Moulineaux en 1932
- Vitraux pour la chapelle de la famille Fontaine Samson du cimetière de Montmartre en 1926.